# Tsentralni (microdistrito, Sochi)
Tsentralni (en ruso: Центральный, "central") es un microdistrito perteneciente al distrito Central de la unidad municipal de la ciudad-balneario de Sochi del krai de Krasnodar del sur de Rusia. Tiene alrededor de 30 000 habitantes.
Está situado en la zona oriental del distrito, ocupando el litoral de la ciudad desde la zona llana de la orilla izquierda de la desembocadura en el mar Negro del río Sochi hasta la desembocadura del río Vereshchaguinka, ascendiendo las dos primeras terrazas de la ladera sudoeste de la colina Batareika. Sus principales arterias son la avenida Kurortni y la calle Gorki.

## Historia
Incluye dos de los barrios más antiguos de Sochi: Verjni Gorod -"Ciudad Alta"- y Nizhni Gorod -"Ciudad Baja". El primero conserva aún el entramado de calles originario del siglo XIX y el segundo, afectado a menudo por las crecidas del río Sochi, era la zona de los talleres comerciales y emplazamientos comerciales.